# Eros
Eros (em grego:   Ἔρως), na mitologia grega, era o deus do amor e do erotismo. Era um dos Erotes. Primeiramente, foi considerado como um deus do Olimpo, filho de Afrodite com Ares, ou apenas de Afrodite, conforme as versões. Ele é, normalmente, retratado em pinturas acompanhado da mãe. 
Hesíodo, em sua Teogonia, considera-o filho de Caos, portanto um deus primordial. Além de o descrever como sendo muito belo e irresistível, levando a ignorar o bom senso, atribui-lhe também um papel unificador e coordenador dos elementos, contribuindo para a passagem do caos ao cosmos.
Já Platão, no Banquete, descreve por "Eros" o conceito geral de Amor (ver scala amoris), e numa seção da narrativa explica a genealogia de seu nascimento:
| “ | Quando nasceu Afrodite, os deuses banquetearam, e entre eles estava Poros (o Expoente), filho de Métis. Depois de terem comido, chegou Pínia (a Pobreza) para mendigar, porque tinha sido um grande banquete, e ela estava perto da porta. Aconteceu que Poros, embriagado de néctar, dado que ainda não havia vinho, entrou nos jardins de Saturno e, pesado como estava, adormeceu. Pínia, então, pela carência em que se encontrava de tudo o que tem Poros, e cogitando ter um filho de Poros, teve relações sexuais com ele e concebeu Eros. Por isso, Eros tornou-se seguidor e ministro de Afrodite, porque foi gerado durante as suas festas natalícias; e também era por natureza amante da beleza, porque Afrodite também era bela. | ” |

| “ | Pois que Eros é filho de Afrodite e Ares, eis qual é a sua condição. É sempre pobre não é de maneira alguma delicado e belo como geralmente se crê; mas sujo, hirsuto, descalço, sem teto. Deita-se sempre por terra e não possui nada para cobrir-se, descansa dormindo ao ar livre sob as estrelas, nos caminhos e junto às portas. Enfim, mostra claramente a natureza da sua mãe, andando sempre acompanhado da pobreza. Ao invés, da parte do pai, Eros está sempre à espreita dos belos de corpo e de alma, com sagazes ardis. É corajoso, audaz e constante. Eros é um caçador temível, astucioso, sempre armando intrigas. Gosta de invenções e é cheio de expediente para consegui-las. É filósofo o tempo todo, encantador poderoso, fazedor de filtros, sofista. Sua natureza não é nem mortal nem imortal; no mesmo dia, em um momento, quando tudo lhe sucede bem, floresce bem vivo e, no momento seguinte, morre; mas depois retorna à vida, graças à natureza paterna. Mas tudo o que consegue pouco a pouco sempre lhe foge das mãos. Em suma, 'Eros nunca é totalmente pobre nem totalmente rico' . | ” |

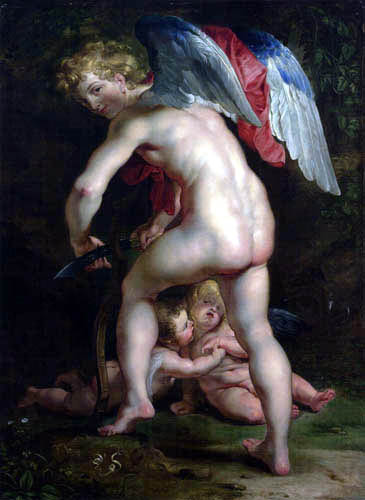
Eros
Por Peter Paul Rubens, 1614
Antiga Pinacoteca, Munique

Em uma parte do mito, Afrodite faz um desabafo a Métis (ou Têmis), queixando-se que seu filho continuava sempre criança. Métis lhe explica que Eros era muito solitário e, por isso, mimado. Haveria de crescer se tivesse um irmão. Anteros nasceu pouco depois e Eros começou a crescer e tornar-se ainda mais belo e robusto.
Eros casou-se com Psiquê, com a condição de que ela nunca pudesse ver o seu rosto, pois isso significaria perdê-lo. Mas Psiquê, induzida por suas invejosas irmãs, observa o rosto de Eros à noite sob a luz de uma vela. Encantada com tamanha beleza do deus, se distrai e deixa cair uma gota de cera sobre o peito de seu marido, que acorda. Irritado com a traição de Psiquê, Eros a abandona. Esta, ficando perturbada, passa a vagar pelo mundo até se entregar à morte. Eros, que também sofria pela separação, implora para que Zeus tenha compaixão deles. Zeus o atende e Eros resgata sua esposa e passam a viver no Olimpo, isso após ela tomar um pouco de ambrosia tornando-a imortal. Com Psiquê, teve Hedonê, o prazer.
Anacreonte o descreve como "Eros de cachos dourados". 

## Representação

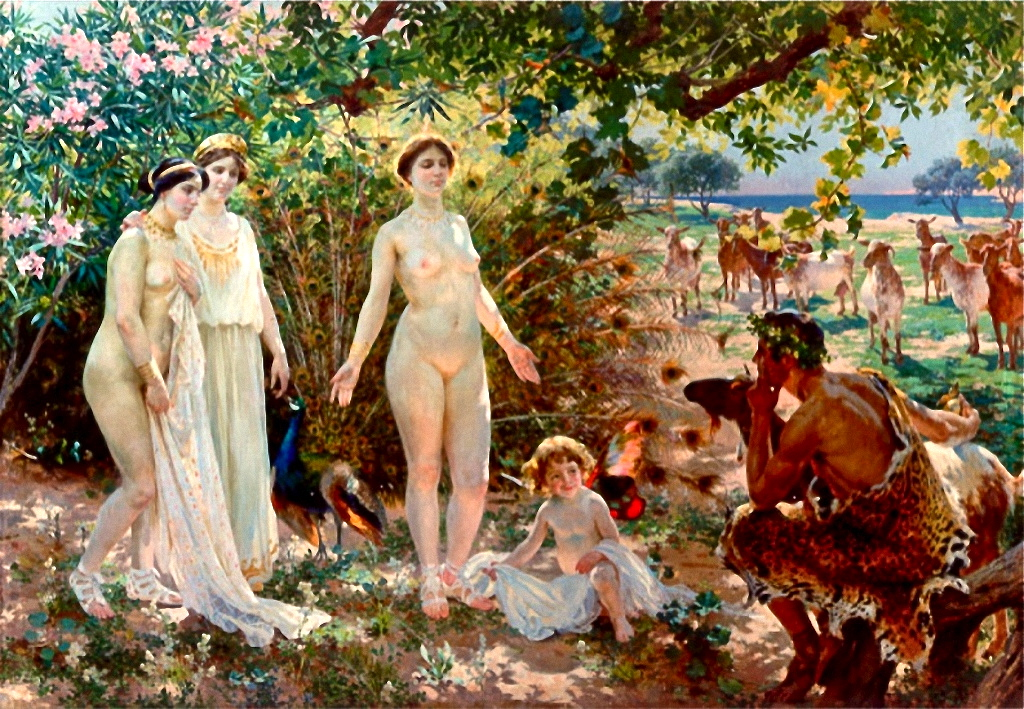
Eros e Sua Mãe Afrodite. O Julgamento de Páris.
Pintura de Enrique Simonet

Eros é frequentemente retratado como um garotinho alado, de cabelos louros, com aparência de inocente e travesso que jamais cresceu (simbolizando a eterna juventude do amor profundo). Portando um arco e flecha e até mesmo com uma tocha acesa. Sempre pronto a atingir, de forma certeira, suas flechas "envenenadas" com amor e paixão. Os alvos sempre sendo a região do coração e do fígado.